# Fraize
Fraize település Franciaországban, Vosges megyében. Lakosainak száma 2849 fő (2022. január 1.). Fraize Mandray, Ban-sur-Meurthe-Clefcy, Plainfaing, Saint-Léonard, Le Bonhomme, Anould és La Croix-aux-Mines községekkel határos.

## Népesség
A település népességének változása:
| Lakosok száma | 3075 | 2959 | 2948 | 2871 | 2852 | 2841 | 2844 | 2846 | 2849 |
|               | 2013 | 2015 | 2016 | 2017 | 2018 | 2019 | 2020 | 2021 | 2022 |